# Gančani
Gančani este o localitate din comuna Beltinci, Slovenia, cu o populație de 996 de locuitori.